# Pfarrkirche Arnsdorf

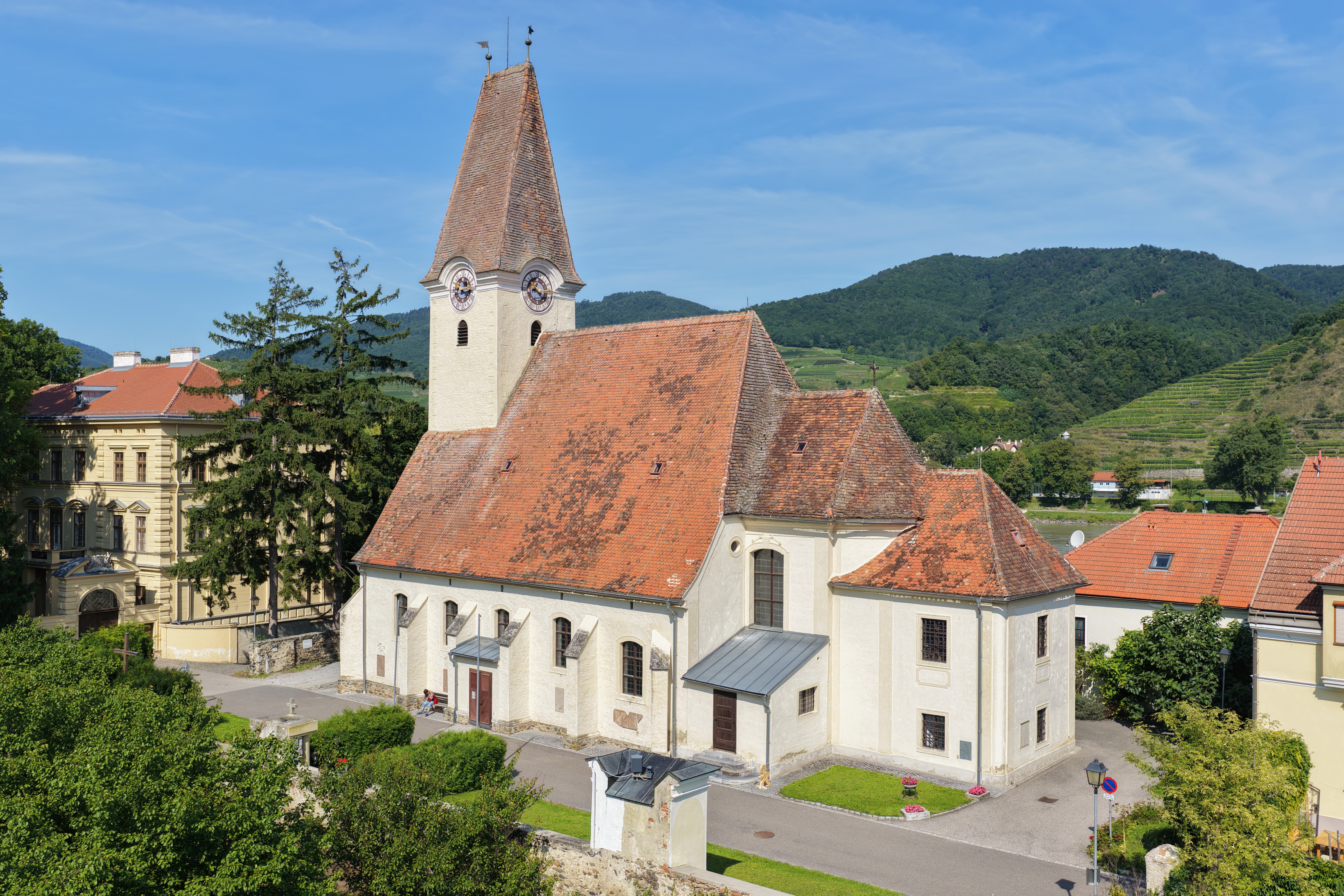
Pfarrkirche hl. Rupert in Hofarnsdorf

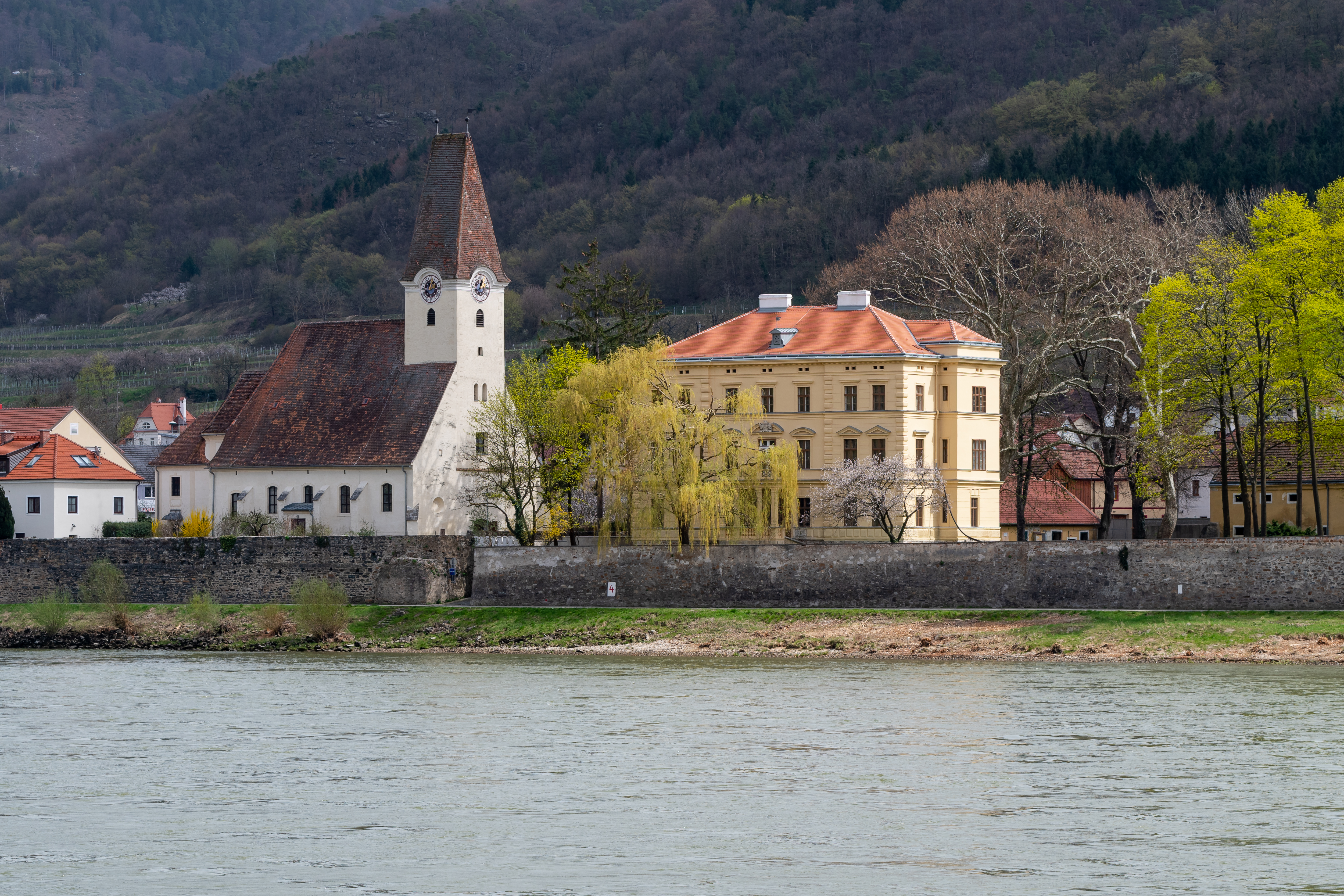
Pfarrkirche mit Schloss Hofarnsdorf

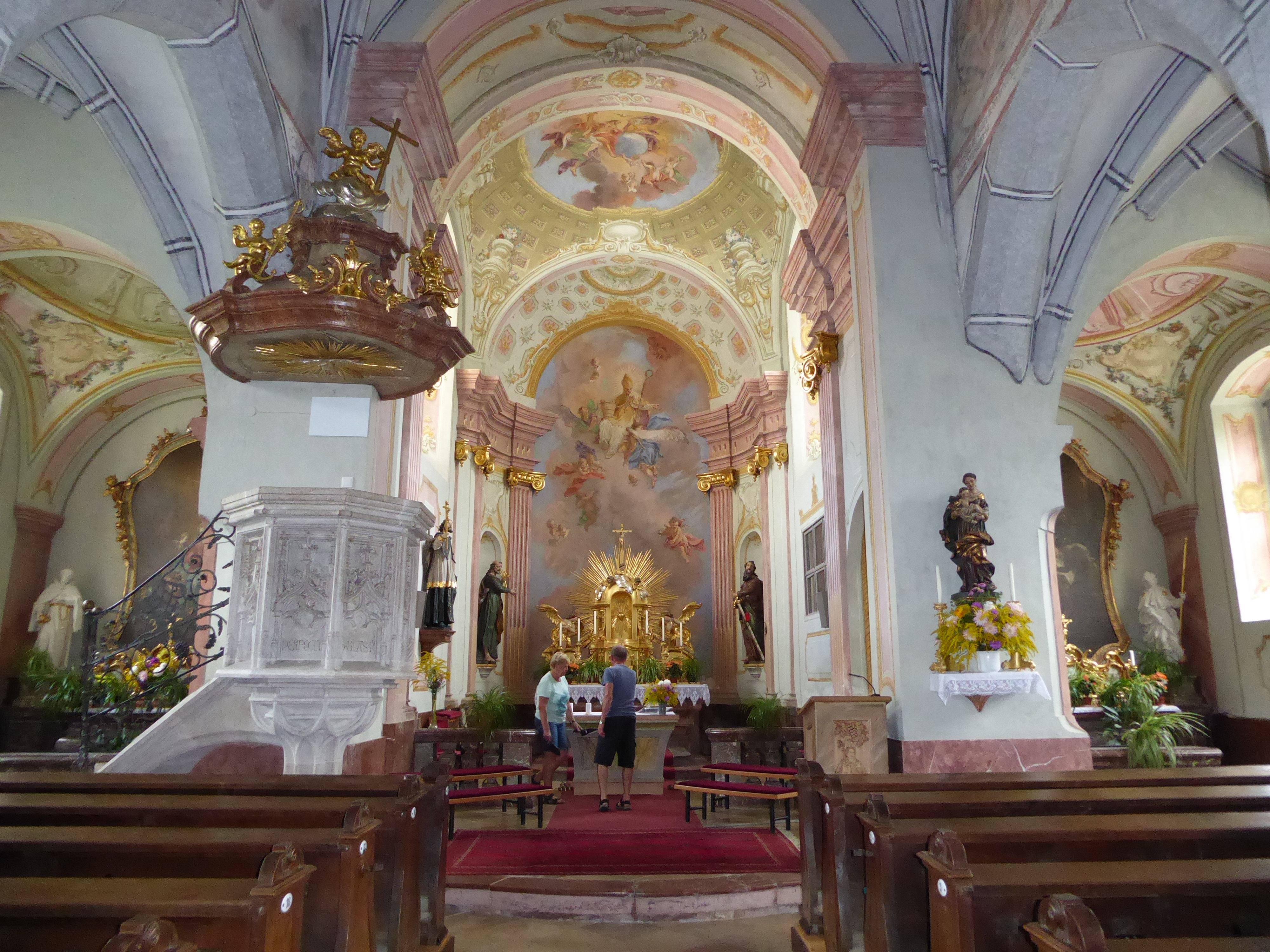
Langhaus, Blick zum Chor

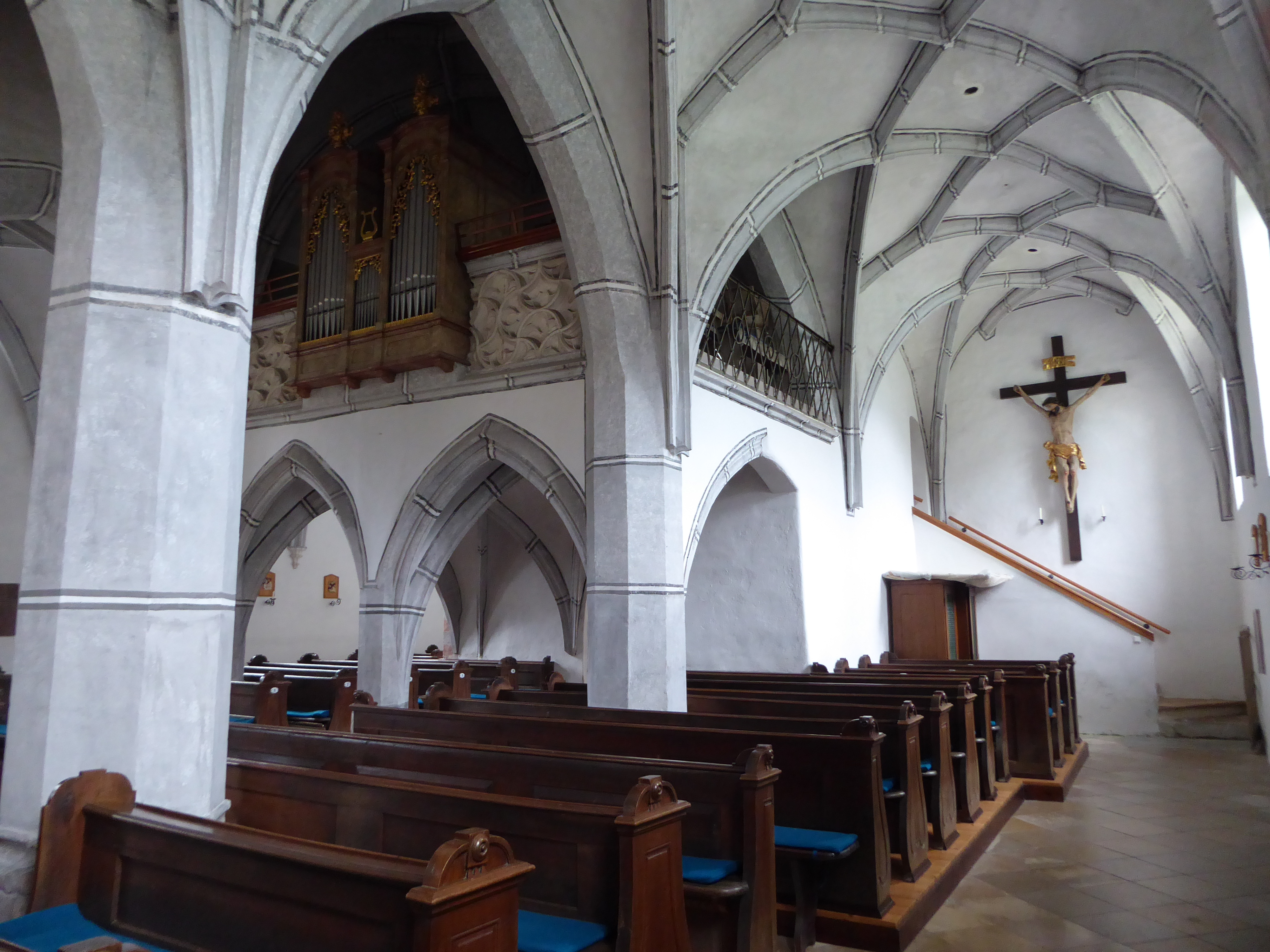
Nordschiff, Blick zur Empore im Mittelschiff vor dem Turm

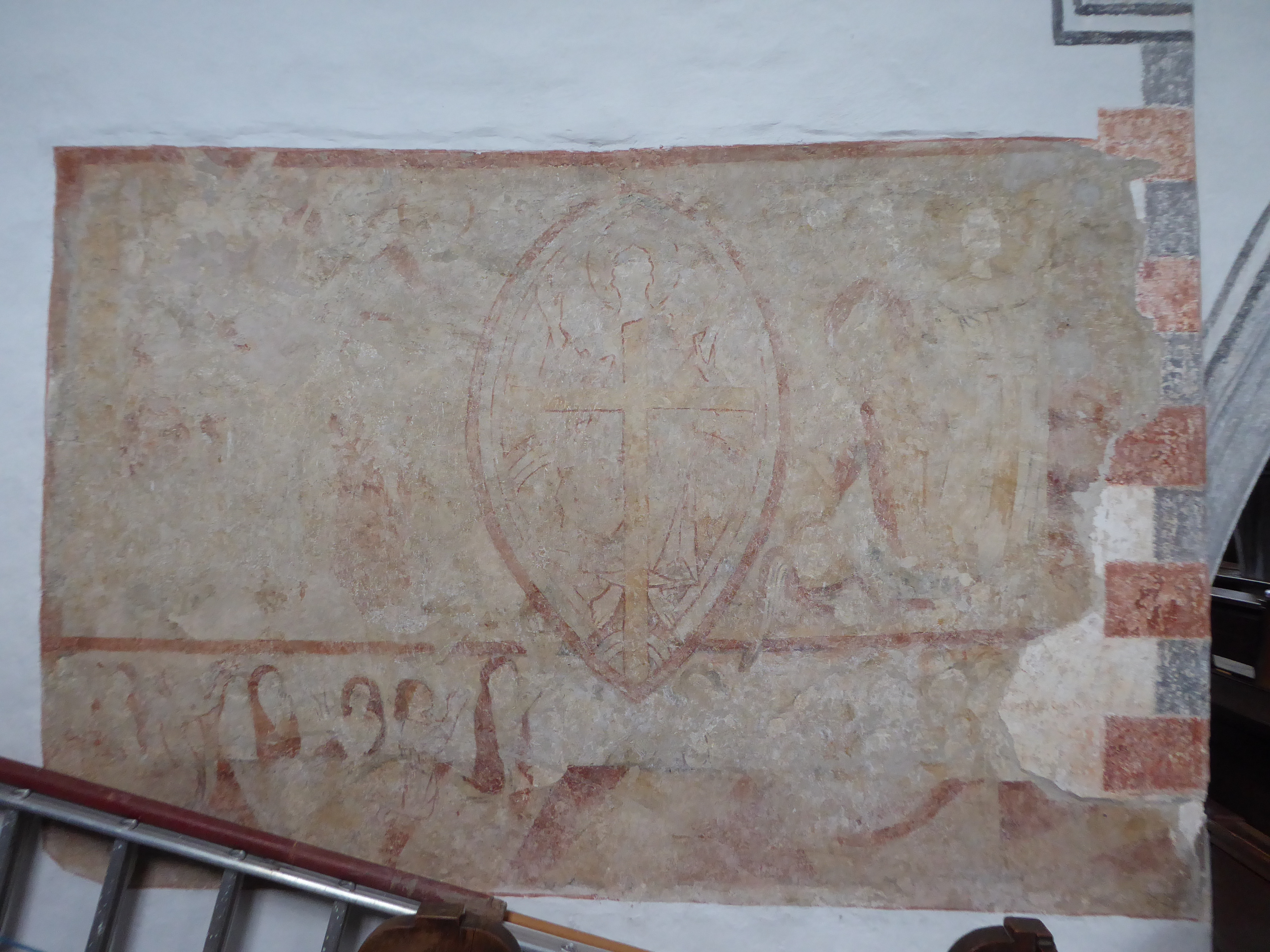
Wandmalerei um 1300

Die Pfarrkirche Arnsdorf steht an der Donau neben dem Schloss Hofarnsdorf im Weiler Hofarnsdorf in der Marktgemeinde Rossatz-Arnsdorf im Bezirk Krems-Land in Niederösterreich. Die dem Patrozinium Rupert von Salzburg unterstellte römisch-katholische Pfarrkirche gehört zum Dekanat Göttweig in der Diözese St. Pölten. Die Kirche steht unter Denkmalschutz (Listeneintrag).

## Geschichte
Der Ort war wohl ursprünglich der Standort eines römischen Befestigungsturmes. Das Gebiet um den Weiler Hofarnsdorf stand von 860 bis 1803/1806 im Besitz des Erzbistums Salzburg.
Urkundlich wurde im 9. Jahrhundert eine Kirche genannt, diese war wohl ursprünglich die Kapelle eines salzburgischen Meierhofs. Um die Mitte des 12. Jahrhunderts erfolgte die Gründung der Pfarre durch den Salzburger Erzbischof. 1198 wurde die Pfarre dem Salzburger Domkapitel übertragen.

## Architektur
Die spätgotische fünfjochige dreischiffige Staffelkirche entstand in der Mitte bis zum Ende des 15. Jahrhunderts, der Westturm ist im Kern romanisch und wohl auf römischen Mauern. Nach Abbruch des gotischen Chores entstand ab 1770 wohl durch Johann Michael Ehmann ein barocker Chor.
Das Kirchenäußere ist ein Langhaus mit Strebepfeilern unter einem steilen im Osten abgewalmten Satteldach, der Westturm ist in das Langhaus eingestellt, er hat im Westen ein gekuppeltes romanisches Rundbogenfenster, er trägt ein Keildach mit integrierten barocken Uhrengiebeln. Der stark eingezogene barocke Chor schließt mit einem querrechteckigen Sakristeianbau, die Firsthöhen des Daches sind im Bezug zu Langhaus – Chor – Sakristei lebendig gestaffelt. Die Fassade zeigt eine schlichte spätbarocke Putzgliederung und Fenster mit bemerkenswert vollständig erhaltenen Scheiben und Verbleiung um 1770.
Das Kircheninnere zeigt eine dreischiffige spätgotische Staffelhalle, mit einem nach dem eingestellten Turm dreijochigen Parallelnetzrippengewölbe, die niedrigen vierjochigen Seitenschiffe über Oktogonalpfeilern anlaufend sind mit Spitzbogen zum Langhaus geöffnet, die großteils original erhaltene spätgotische Fugenmalerei bestimmt den Gesamteindruck mit. Das westliche Mittelschiffjoch nimmt der Turm ein, das Turmerdgeschoß ist tonnengewölbt. Die einjochige netzrippenunterwölbte Orgelempore ist nur dem Turm vorgestellt und zeigt in der Brüstung spätgotisches Blendmaßwerk in Kiel- und Rundbogenformen. Der Turm zeigt im zweiten Geschoß südseitig ein vermauertes Rundbogenportal, im dritten Geschoß im Norden und Süden vermauerte Rundbogenfenster, im vierten Geschoß allseitig gekuppelte Rundbogenfenster mit Putzrahmung. Das östliche fünfte Langhausjoch vor dem Chor zeigt Hängekuppeln auf Pilastern nach 1770.
Der barocke Chor hat nach einem schmäleren platzlgewölbten Vorjoch ein zentrales durch eine Hängelkuppel betontes Chorjoch mit einem Segmentbogenschluss mit Pilastergliederung mit vergoldeten ionischen Kapitellen. Der Chor zeigt eine reiche scheinarchitektonische Wand- und Deckenmalerei der Werkstatt Joseph Adam von Mölk mit Chronogramm 1772 am Triumphbogen.
Es gibt im Langhaus alte Wandmalereien, an der Westwand im Süden Madonna mit Peter und Paul, Stifterfamilie Hanns und Frau Hedberg 1557; Turmsüdwand, ursprünglich außen, Jüngstes Gericht, Christus mit Kreuz in der Mandorla, darunter Auferstandener stark fragmentiert um 1300.

## Ausstattung

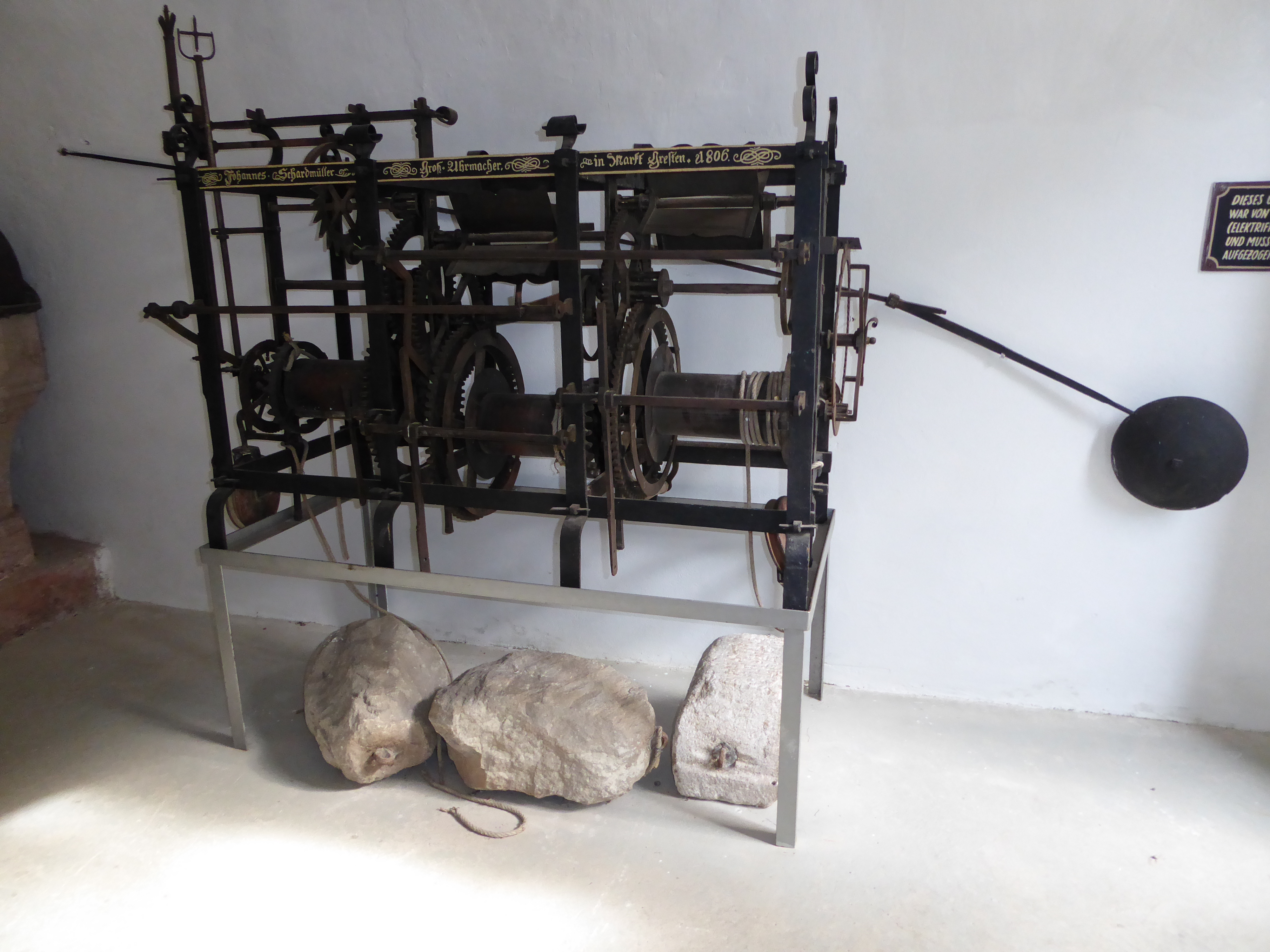
Ehem. Turmuhrwerk

Der Hochaltar mit einem sarkophagförmigen Tisch und einem mächtigen spätbarocken Tempiettotabernakel steht vor einem Strahlenkranz mit adorierenden Engeln. Die zwei Seitenaltäre mit Rokokostaffelung aus dem dritten Viertel des 18. Jahrhunderts zeigen kartuschenförmige Altarbilder in dekorierten originalen Rahmen, links Heilige Familie und rechts hl. Sebastian von Irene und den Frauen gepflegt, beide gemalt von Martin Johann Schmidt 1773, die Seitenaltäre tragen Statuen, links hll. Aloysius und Antonius, rechts hll. Karl Borromäus und Rochus.
Die spätgotische Steinkanzel auf einem Pfeiler mit Sockel mit Stab- und knorrigen Astwerkbesatz, der Korb zeigt ein reiches kielbogiges Blendmaßwerk, die Stifterinschrift nennt Pfarrer Blasius Steirer um 1481. Am Aufgang gibt es ein aufwändiges Schmiedeeisengitter aus 1736. Der Schalldeckel zeigt sich im Rokoko.
Die Orgel ist ein Brüstungswerk des Orgelbauers Franz Meinl von 1874. Eine Glocke nennt Franz Rodtlmayer um 1760.
Das ehemalige Turmuhrwerk steht im Turmerdgeschoß, gebaut 1806 durch den Uhrmacher Johannes Schardmüller im Markt Gresten.

## Grabdenkmäler
- Außen: Grabplattenfragment des Priesters Engilhart 1363 mit einer geritzten Darstellung des Verstorbenen; Romuald Maria Maschapauer 1792; Frans Joseph Maschapauer 1794; Stefan Steghover und Frau Katharina 1570; Johann Bernhardt Hermannseder 1793; Jacob Schödl 1609 mit einem Relief kniender Ritter vor Kruzifix; Hans Wintgewoster 1652.
- Im Kirchhof: Grabstein Maria Katharina Höglin 1795. Kriegerdenkmal als kapellenartiger Bau mit säulenflankierter Nische nach 1945.
- Im Nordschiff: Kinder des Iohan Wiser, gesetzt 1660, Tochter des Hans Christoph von Freising 1624, Johann Paul Teijrkauft 1744; Pfarrer Anton Peter Püringer 1738, Rosina Spändtlin (figural) 1579.
- Im Südschiff: Wolfgang 1635; Ioan Baptista Latse 1699; Fragment Anna Maria 17. Jahrhundert; Fragment eines Inschriftsteines 16. Jahrhundert.